# Stat, individ och marknad
Stat, individ och marknad: sex skolor i samtida samhällsfilosofi är en antologi redigerad av Johan Norberg och utgiven 2000 av Timbro förlag. Boken presenterar sex liberala skolbildningar inom nationalekonomi och politisk filosofi.

## De sex skolorna
- Chicagoskolan av Mattias Lundbäck
- Public choice av Niclas Berggren
- Den nya institutionella ekonomin (eng. "New institutional economics") av Fredrik Bergström
- Österrikiska skolan av Niclas Ericson
- Rättighetsliberalismen (ungefär libertarianism) av Ingemar Nordin
- Neo-aristotelianismen (besläktad med objektivism) av Johan Norberg